# Lauren Ambrose

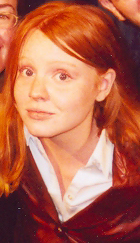
Lauren Ambrose in San Francisco (2000)

Lauren Ambrose (* 20. Februar 1978 in New Haven, Connecticut; eigentlich Lauren Anne D'Ambruoso) ist eine US-amerikanische Schauspielerin.

## Werdegang
Lauren Ambrose wurde in New Haven, Connecticut geboren und besuchte die Schule „Choate Rosemary Hall“ in Wallingford, Connecticut, die „Wilbur Cross High School“ und die „High School in the Community and the Educational Center for the Arts“ in New Haven. Sie nimmt auch Klavierunterricht.
Ihre erste Filmrolle bekam Ambrose 1997 in dem Film In & Out. Eine bedeutendere Rolle folgte 1998 in dem Film Ich kann’s kaum erwarten! als Denise Fleming. 2001 wurde dann die Figur der Claire Fisher in der preisgekrönten Fernsehserie Six Feet Under mit ihr besetzt. Sie selbst erhielt unter anderem zwei Emmy-Nominierungen für ihre Rolle. 2011 war sie in der vierten Staffel der Serie Torchwood, die den Untertitel Miracle Day trägt, in neun der zehn Folgen als PR-Beraterin Jilly Kitzinger zu sehen. Ihre Stimme ist im Computerspiel The Darkness zu hören. Hier spricht sie den Charakter Jenny, welche die Freundin der Hauptfigur ist.
Zwischen 2019 und 2023 spielt sie die Rolle der Dorothy Turner in der von Apple produzierten Serie Servant. Nach Abschluss der Dreharbeiten folgte die Besetzung der erwachsenen Vanessa "Van" Palmer ab der 2. Staffel von Yellowjackets.
Seit September 2001 ist Ambrose mit einem Fotografen verheiratet, am 16. Januar 2007 kam ihr erster gemeinsamer Sohn zur Welt.

## Filmografie
- 1992–1998: Law & Order (Fernsehserie, 3 Episoden)
- 1997: In & Out
- 1998: Ich kann’s kaum erwarten! (Can’t Hardly Wait)
- 1999: Summertime's Calling Me (Kurzfilm)
- 1999: Party of Five (Fernsehserie, 5 Episoden)
- 1999: Saving Graces (Fernsehserie)
- 2000: Psycho Beach Party
- 2000: Swimming
- 2001–2005: Six Feet Under – Gestorben wird immer (Six Feet Under, Fernsehserie, 63 Episoden)
- 2004: Admissions
- 2006: Diggers
- 2007: Starting Out in the Evening
- 2008: The Return of Jezebel James (Fernsehserie, 6 Episoden)
- 2009: Cold Souls
- 2009: Loving Leah (Fernsehfilm)
- 2009: A Dog Year
- 2009: The Other Woman
- 2009: Wo die wilden Kerle wohnen (Where the Wild Things Are, Sprechrolle)
- 2011: Torchwood (Fernsehserie, 7 Episoden)
- 2011: Think of Me
- 2011: Weekends at Bellevue (Fernsehfilm)
- 2012: Sleepwalk with Me
- 2012: Wanderlust – Der Trip ihres Lebens (Wanderlust)
- 2012: I'm Coming Over (Kurzfilm)
- 2012: Grassroots
- 2012: Koma (Coma, Miniserie, 2 Episoden)
- 2013: Robot Chicken (Fernsehserie, eine Episode, Sprechrolle)
- 2013: The River (Kurzfilm)
- 2013: Law & Order: Special Victims Unit (Fernsehserie, 2 Episoden)
- 2014: Deliverance Creek (Fernsehfilm)
- 2015: Dig (Fernsehserie, 8 Episoden)
- 2015: Broad Squad (Fernsehfilm)
- 2016: The Interestings (Fernsehfilm)
- 2016–2018: Akte X – Die unheimlichen Fälle des FBI (The X-Files, Fernsehserie, 3 Episoden)
- 2017: Monsters of God (Fernsehfilm)
- 2018: Joseph Pulitzer: Voice of the People (Dokumentarfilm)
- 2019–2023: Servant (Fernsehserie, 40 Episoden)
- 2023–2025: Yellowjackets (Fernsehserie, 18 Episoden)
- 2024: Caddo Lake

## Theater (Auswahl)
- 2006: Awake and Sing!
- 2009: Exit the King
- 2018: My Fair Lady[1]